# Canon EOS D60
Canon EOS D60 — цифровой зеркальный фотоаппарат семейства Canon EOS, оснащённый КМОП-матрицей формата APS-C. На момент своего появления в 2002 году обладал самым большим разрешением среди цифровых фотоаппаратов Canon. От предшественника Canon EOS D30 отличается трёхточечным модулем автофокуса вместо одноточечного, и улучшенным качеством изображения. Кроме того, предельная светочувствительность снизилась с 1600 ISO до 1000. Получил награду EISA Professional Digital Camera 2002-2003.

## Описание
Эффективное разрешение матрицы составляет 6,3 мегапикселей, позволяя генерировать файлы размером 3072×2048 форматов JPEG и RAW. Возможна съёмка с частотой 3 кадра в секунду сериями до 8 кадров. Фокальный затвор с вертикальным движением металлических ламелей обеспечивает диапазон выдержек от 1/4000 до 30 секунд при синхронизации до 1/200. Встроенный TTL-экспонометр измеряет свет 35-зонным сенсором, поддерживая матричный, центровзвешенный и частичный режимы измерения.
Автоматическая фокусировка в покадровом и следящем режимах производится по трём зонам, выбор которых может осуществляться вручную и автоматически. Просмотр готовых снимков возможен на жидкокристаллическом дисплее с диагональю 1,8 дюйма и разрешением 114 000 точек. Файлы сохраняются на карту памяти Compact Flash тип I или II. Для питания электроники используется сетевой адаптер или литий-ионный аккумулятор BP-511.

## Совместимость
Камера совместима со всеми объективами стандарта EF и фотовспышками Canon Speedlite серии EX.
Фотоаппарат не поддерживает объективы Canon с оправой EF-S, которые появились лишь в 2003 году, — их установка физически невозможна из-за укороченного заднего отрезка. При этом фотоаппарат совместим с объективами сторонних производителей, предназначенных для фотоаппаратов с кроп-фактором 1,5 и больше, например, объективами Sigma (с индексом DC), Tokina (с индексом DX), Tamron (с индексом Di II).